# Otto Hellwig
Otto Hellwig, född 24 februari 1898 i Nordhausen, död 20 augusti 1962 i Hannover, var en tysk SS-Gruppenführer och generallöjtnant i polisen.

## Biografi
Hellwig stred i första världskriget och blev efter krigets slut medlem av Freikorps Rossbach, en frikår som leddes av Gerhard Rossbach. Under slutet av 1920-talet och början av 1930-talet hade Hellwig olika tjänster inom polisen. I april 1933 blev han medlem i Nationalsocialistiska tyska arbetarepartiet (NSDAP). Året därpå blev han kommendant för Landespolizei Lippe och i juli 1935 inträdde han i Schutzstaffel (SS).

### SS och Gestapo
Hellwig kom att från 1935 bekläda en rad höga ämbeten inom SS och Gestapo. Från 1935 till 1937 var han chef för Gestapo i Breslau. Därefter var han kommendör för säkerhetspolisens och säkerhetstjänstens ledarutbildning i Berlin-Charlottenburg.
Den 1 september 1939 anföll Tyskland sin östra granne Polen och andra världskriget inleddes. I kölvattnet på de framryckande tyska trupperna följde särskilda insatsgrupper, Einsatzgruppen, vilka inom ramen för Operation Tannenberg hade i uppgift att eliminera personer som kunde tänkas leda det polska motståndet, till exempel politiska aktivister, intelligentia och reservister. Adolf Hitler hade för avsikt att utplåna Polens härskarklass för att därmed ”hugga huvudet av den polska nationen”. En av insatsgrupperna var "för särskilda ändamål", Einsatzgruppe zur besonderen Verwendung (z.b.V.), och anfördes av Udo von Woyrsch. Hellwig fick befäl över ett insatskommando inom denna insatsgrupp och var således underordnad von Woyrsch.
Den 22 juni 1941 anföll Tyskland sin tidigare bundsförvant Sovjetunionen och inledde Operation Barbarossa. Hellwig utnämndes i november samma år till SS- och polischef (SS- und Polizeiführer, SSPF) i Zjytomyr. Under Hellwigs befäl förstördes 108 byar och tusentals civilpersoner mördades. Mellan 1943 och 1944 innehade Hellwig motsvarande post i Białystok.

## Utmärkelser
- Krigsförtjänstkorset av andra klassen med svärd
- Krigsförtjänstkorset av första klassen med svärd
- Antipartisanmärket i brons
- NSDAP:s partitecken i guld
- SS Hederssvärd
- SS-Ehrenring (Totenkopfring)
- SS tjänsteutmärkelse